# Wegdam (havezate)

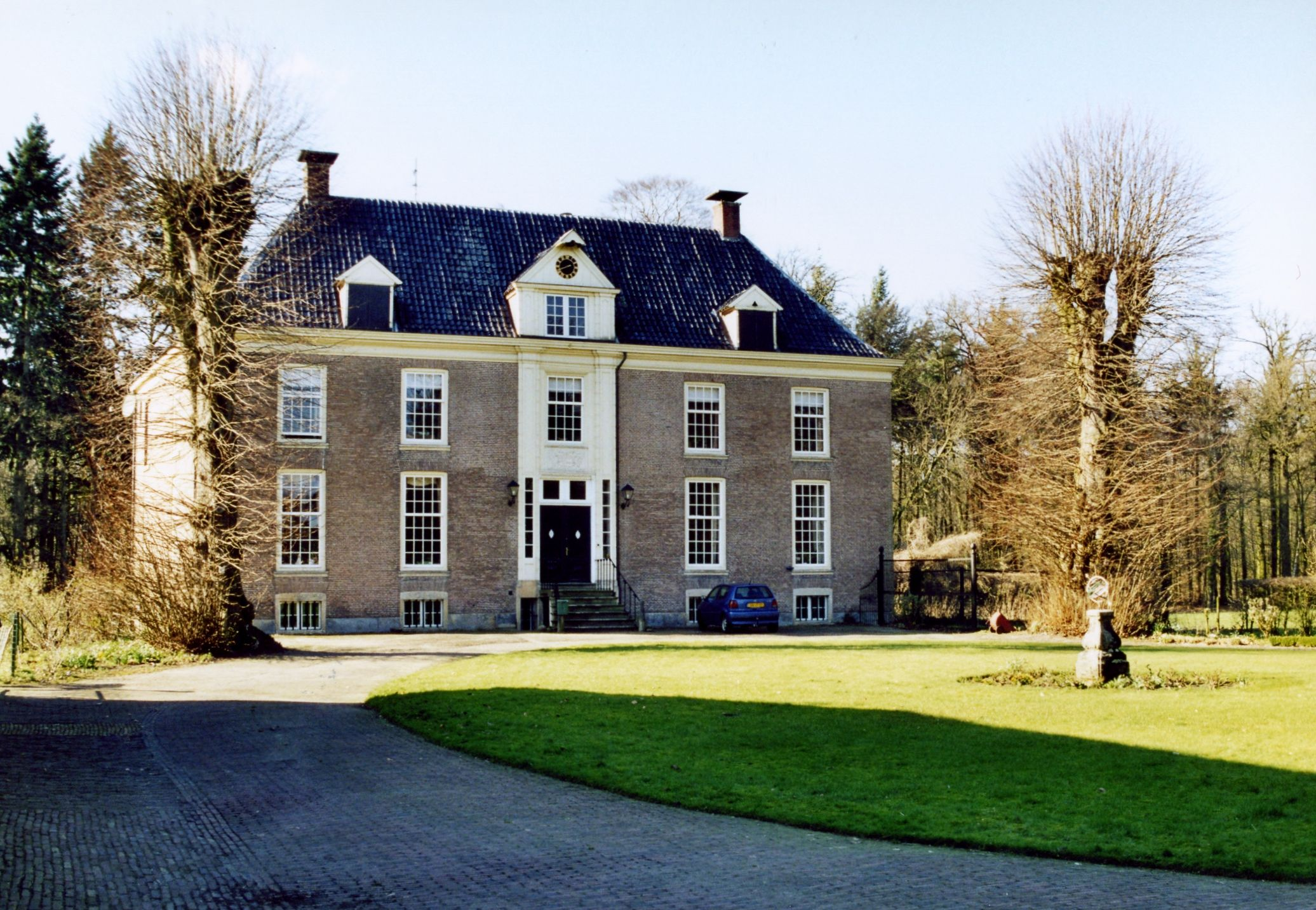
De voorzijde van Huis Wegdam.

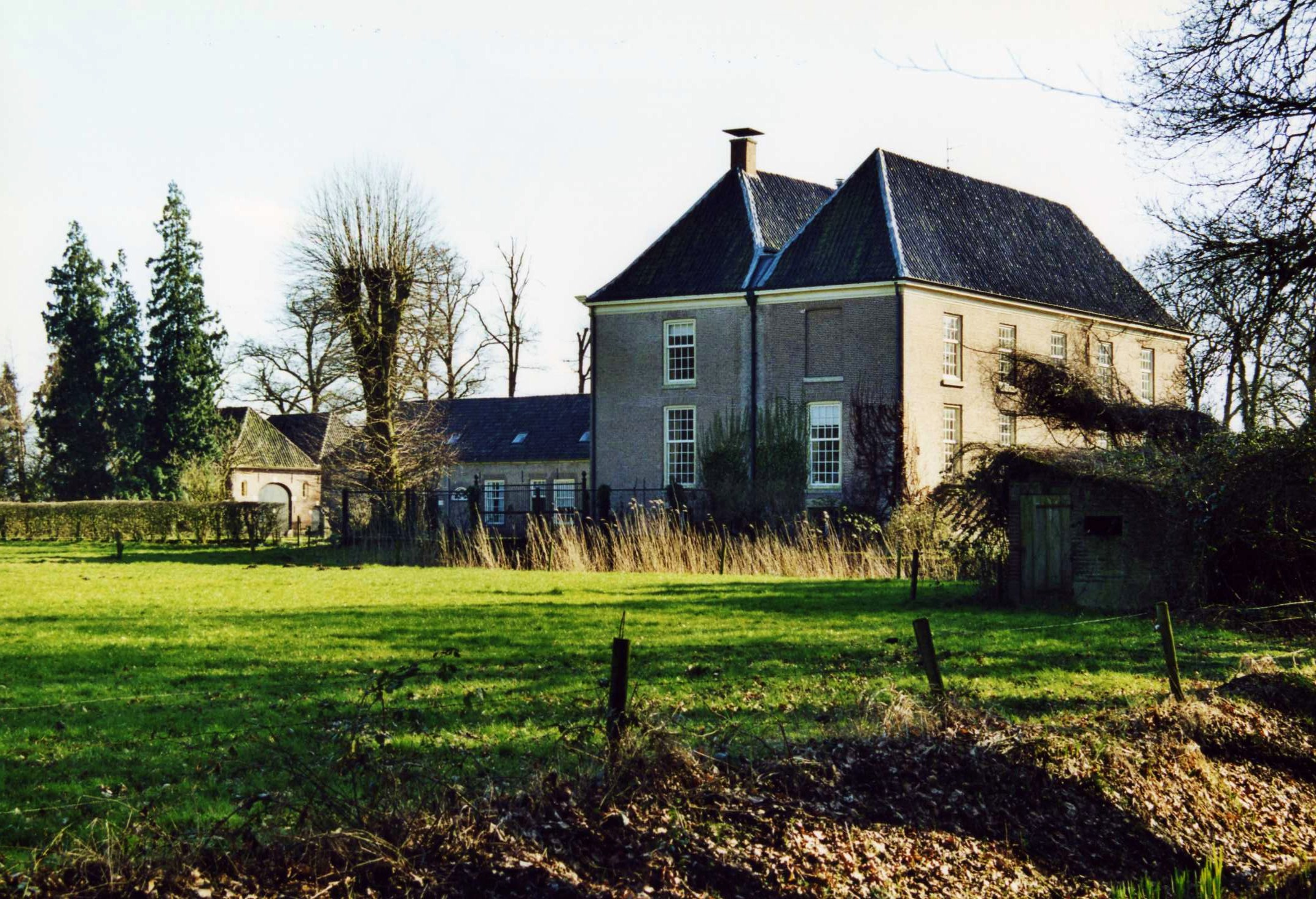
De achter- en zijkant van Wegdam met op de achtergrond de bouwhuizen.

Wegdam is een landhuis en vroegere havezate gelegen in de Markelose buurtschap Kerspel Goor in de Nederlandse gemeente Hof van Twente. Het is gelegen tussen de plaatsen Diepenheim en Goor in de provincie Overijssel.
Wegdam was eeuwenlang bezit van de adellijke familie Van Coeverden. Het wordt voor het eerst genoemd in 1400. Toen was het nog een gewone boerderij. Pas door Christoffel van Coeverden (- circa 1563) en zijn vrouw Hendrika van Haersolte werd een edelmanshuis op het Wegdam gebouwd.
Het huidige huis is gebouwd tussen 1757 en 1758. Boven de ingang bevinden zich de wapens van de toenmalige eigenaars Jan Heidenrijk van Coeverden tot Wegdam (- 1789) en zijn vrouw Allegonde Isabelle van Raesfelt. Na de dood van zijn zoon Arend Daniel (- 1849) kwam Wegdam door erfenis in handen van de familie Meyjes. In 1897 verkochten de erven Meyjes het landgoed aan Maria Cornelia van Heeckeren van Wassenaer, de vrouwe van Weldam, een landgoed dat vlak bij Wegdam ligt. Sinds die tijd valt het Wegdam onder Weldam. Het huis wordt particulier bewoond en is niet toegankelijk voor bezoekers.

## Referentie
1. ↑  E.D. Eijken, Repertorium op de Overstichtse en Overijsselse leenprotocollen 1379-1805, Online versie